# Галкин, Иван Степанович
Ива́н Степа́нович Га́лкин (16 сентября 1930, дер. Рошня, Краснококшайский кантон (ныне Советский район), Марийская АО — 11 августа 2010) — марийский филолог и педагог. Известный финно-угровед. Исследователь языковых контактов, истории, грамматики, ономастики, топонимики, лексикологии, лексикографии и орфографии марийского языка. Автор свыше 180 печатных работ.

## Биография
Окончил историко-филологический факультет Карело-Финского государственного университета (1953) и аспирантуру Тартуского университета (1956). С 1956 года в Марийском научно-исследовательском институте языка, литературы и истории: младший научный сотрудник (1956—1959), старший научный сотрудник (1959—1960), директор МарНИИ (1960—1982). С 1972 года в Марийском государственном университете: заведующий кафедрой филологии (1972—1975), профессор кафедры марийской филологии (1982—1984), профессор-консультант кафедры марийской филологии (1984—1991), заведующий кафедрой марийской филологии (1991—1993), профессор кафедры марийской и финно-угорской филологии (1993—1995). В 1995—1999 годах главный научный сотрудник МарНИИ, в 1999—2001 заведующий отделом языка, в 2002—2003 годах ведущий научный сотрудник. В 2003—2005 годах главный научный сотрудник Института финно-угроведения Марийского государственного университета.
Один из составителей и главный редактор «Русско-марийского словаря» (1966), научной грамматики «Современный марийский язык» в 4 томах (1960, 1961, 1961, 1972), серии «Вопросы марийской ономастики», многотомного «Словаря марийского языка» толкового типа (1990—2005). Член редколлегии журнала «Советское финно-угроведение» (1965—1978), «Марийский археографический вестник» (1991). Руководитель республиканской организации общества «Знание» (1968—1980).

## Семья[1]
- Отец — Степан Игнатьевич Галкин (ум. 1947), крестьянин, участник Первой мировой войны, кавалер Георгиевского креста.
- Мать — Дарья Павловна Галкина (ум. 1933).

## Научные, учёные и почётные звания и степени
- Кандидат филологических наук (1958)
- Доктор филологических наук (1968)
- Профессор (1970)
- Почётный профессор Марийского государственного университета (1996)
- Заслуженный деятель науки Марийской АССР (1975)
- Заслуженный деятель науки РСФСР (1981)
- Почётные грамоты Президиума Верховного Совета Марийской АССР (1960, 1965, 1972)
- Орден «Знак Почёта» (1991)
- Государственная премия Республики Марий Эл имени М. Н. Янтемира (2011)

## Членство в научных организациях
- Зарубежный член Финно-угорского общества (Хельсинки, 1973).
- Действительный член Национальной академии наук и искусств Чувашской Республики (1992).
- Член Общества родного языка (Таллин).

## Память
- Мемориальная доска марийскому филологу, заслуженному деятелю науки РСФСР И. С. Галкину в Йошкар-ОлеПамятная доска на доме в Йошкар-Оле, где жил учёный[2].